# M29 (天体)
座標:  20h 23m 56.0s, +38° 31′ 24″
M29（NGC 6913）は、はくちょう座にある散開星団。

## 概要
はくちょう座γ星から南に1.7度、わずかに東に位置している。双眼鏡を使っても見ることができる。小望遠鏡では4つの星が四辺形に、3つの星が三角形に並んでいるのが見える。
M29はうすい星雲状物質につつまれている。写真で撮影すると赤い散光星雲が浮かび上がってくるが、肉眼ではとらえることは難しい。生まれてまもない若く重い星の集まりで、星の周りを星間ガスがとりかこんでいると思われている。

## 観測史
1764年7月29日にシャルル・メシエにより発見された。メシエは「7～8個の星からできている星団で、3.5フィートの望遠鏡では彗星のようにみえる」と記している。